# Helicteres integerrima
Helicteres integerrima là một loài thực vật có hoa trong họ Cẩm quỳ. Loài này được Korth. mô tả khoa học đầu tiên năm 1848.